# María José Alvarado
María José Alvarado Muñoz-Gonzalez (Santa Bárbara, 19 luglio 1995 – Cablotales, 13 novembre 2014) è stata una modella honduregna.
Eletta Miss Honduras 2014, avrebbe dovuto partecipare a Miss Mondo 2014 come rappresentante dell'Honduras. Pochi giorni prima della sua partenza per l'Inghilterra, il 19 novembre 2014, è stata trovata morta con la sorella maggiore Sofía Trinidad Alvarado Muñoz, ventitreenne, nei pressi di Cablotales, uccise con arma da fuoco. Per l'omicidio delle due donne sono stati arrestati il fidanzato di Sofía Trinidad e un altro uomo. La concorrente non è stata sostituita nel concorso di bellezza e Honduras ha ritirato ufficialmente la partecipazione all'evento dopo la tragica notizia. In onore delle due ragazze scomparse è stato celebrato un memoriale a Londra il 23 novembre 2014, alla presenza degli organizzatori e delle concorrenti di Miss Mondo.